# Hypermoderna
Hypermoderna nebo také hypermodernismus odkazuje na kulturní, umělecké, literární a architektonické hnutí, odlišující se od moderny a postmoderny především svým extrémním a protikladným přístupem.
Ačkoli termín je někdy chybně používán v popisu moderny jako od Le Corbusiera, vyvinul se v některé aspekty moderny filtrované přes nejnovější technologické materiály a přístupy k designu nebo skladbě. Odkazy na magii a flexibilní, základní self-identita (bývá v rozporu a ideálech se samotou, odcizením nebo sexuální orientací) je často spojená se silnou ironií zařadit pohyb jako stav. Někteří teoretici zobrazují hypermodernu jako formu odporu vůči standardnímu modernismu, jiní to vidí jako pozdní romantismus v modernistických ozdobách.